# انتخابات ریاست‌جمهوری ایالات متحده آمریکا (۲۰۰۸) در رود آیلند
انتخابات ریاست‌جمهوری ایالات متحده آمریکا (۲۰۰۸) در رود آیلند در ۴ نوامبر ۲۰۰۸ برگزار شد و بخشی از انتخابات ریاست جمهوری ایالات متحده در سال ۲۰۰۸ بود. رای‌دهندگان چهار نماینده یا گزینندهٔ هیئت الکترال را انتخاب کردند که به رئیس‌جمهور و معاون رئیس‌جمهور رای دادند.
باراک اوباما نامزد دموکرات‌ها با ۲۷٫۸ درصد اختلاف در رود آیلند برنده شد. پیش از انتخابات، تمامی ۱۷ سازمان خبری که نتایج انتخابات را پیش‌بینی و گزارش می‌کنند، رود آیلند را ایالتی می‌دانستند که اوباما در آن به راحتی برنده خواهد شد؛ به عبارت دیگر رود آیلند به عنوان یک ایالت آبی امن در نظر گرفته می‌شد. در آن زمان، آخرین باری که یک جمهوری‌خواه در این ایالت یا هر شهرستانی در آن برنده شده بود، به سال ۱۹۸۴ برمی‌گشت، زمانی که رونالد ریگان با حدود ۵۲ درصد آرا، عمدتاً به دلیل حمایت دموکرات‌های ریگان پیروز شد.

## کمپین

### پیش‌بینی‌ها
۱۶ سازمان خبری پیش‌بینی ایالت به ایالت انتخابات را انجام دادند. در ادامه آخرین پیش‌بینی آن‌ها قبل از روز انتخابات برای رود آیلند آمده است:
| منبع                  | رتبه             |
| --------------------- | ---------------- |
| D.C. Political Report | احتمالاً د/م      |
| Cook Political Report | قریب به یقین د/م |
| The Takeaway          | قریب به یقین د/م |
| Electoral-vote.com    | قریب به یقین د/م |
| Washington Post       | قریب به یقین د/م |
| Politico              | قریب به یقین د/م |
| RealClearPolitics     | قریب به یقین د/م |
| FiveThirtyEight       | قریب به یقین د/م |
| CQ Politics           | قریب به یقین د/م |
| The New York Times    | قریب به یقین د/م |
| CNN                   | قریب به یقین د/م |
| NPR                   | قریب به یقین د/م |
| MSNBC                 | قریب به یقین د/م |
| Fox News              | احتمالاً د/م      |
| Associated Press      | احتمالاً د/م      |
| Rasmussen Reports     | قریب به یقین د/م |

### نظرسنجی
اوباما در تمامی نظرسنجی‌ها پیش از انتخابات با اختلاف دورقمی جلوتر بود. در ۳ نظرسنجی نهایی اوباما با میانگین ۳۱ تا ۵۱ درصد پیشتاز بود.

### جذب سرمایه
جان مک کین در مجموع ۳۴۳۹۶۵ دلار در ایالت جمع‌آوری کرد. باراک اوباما ۱۵۶۳۴۷۳ دلار جمع‌آوری کرد.

### تبلیغات و بازدید
اوباما و گروه‌های ذینفعش ۶۷۱۶۲۳ دلار خرج کردند. مک کین هیچ هزینه‌ای نکرد. هیئت دموکرات یک بار از ایالت بازدید کرد، در حالی که هیئت جمهوری‌خواه اصلاً از ایالت بازدید نکرد.

## تحلیل و بررسی
رود آیلند از لحاظ تاریخی تا سال ۱۹۰۸ از نامزدهای جمهوری‌خواه حمایت می‌کرد، اما در ۲۴ انتخابات بعدی به جز هفت بار به دموکرات‌ها رأی داده است. سال ۱۹۸۰، رود آیلند یکی از تنها شش ایالتی بود که علیه رونالد ریگان رای دادند. ریگان در پیروزی خود در ۴۹ ایالت در سال ۱۹۸۴، در رود آیلند پیروز شد که تنها سومین بار از زمان آیزنهاور بود که یک جمهوری‌خواه پیروز این می‌شد. با این حال، اختلاف ۳٫۶ درصدی ریگان برای پیروزی، دومین کمترین اختلاف پیروزیاو در کشور بود، تنها اختلاف کمتر مربوط به اختلاف ۲٫۸ درصدی برای پیروزی ماساچوست بود. علی‌رغم اینکه جورج اچ دبلیو بوش در سال ۱۹۸۸ رقابت نزدیکی در این ایالت داشت، اما نهایتاً مایکل دوکاکیس با ۱۳ امتیاز این ایالت را برد که بهترین عملکردش بود. از آن زمان تاکنون این ایالت به‌طور جدی مورد مناقشه قرار نگرفته است و اغلب نامزدهای دموکرات با اختلاف بالا در این ایالت پیروز می‌شوند. رود آیلند دومین ایالت برتر بیل کلینتون در سال ۱۹۹۶ (پس از ماساچوست) و بهترین ایالت ال گور در سال ۲۰۰۰ بود. در سال ۲۰۰۴، رود آیلند با ۵۹٫۴ درصد آرای خود، جان کری را با بیش از ۲۰ درصد اختلاف پیروز کرد (سومین ایالت برتر در کل). همه به جز سه شهر از ۳۹ شهر و شهرستان رود آیلند به نامزد دموکرات رأی دادند. تنها شهرهای استثنا شرق گرینویچ، غرب گرینویچ و Scituate بودند.
این الگو در سال ۲۰۰۸ نیز ادامه یافت. باراک اوباما با ۶۲٫۸۶ درصد آرا و اختلاف ۲۷٫۸۰ درصدی با رقیبش پیروزی را به دست آورد. رود آیلند سومین پیروزی بزرگ اوباما در سراسر کشور بود و تنها هاوایی و ورمونت عملکرد بهتری داشتند. همهٔ شهرستان‌ها در رود آیلند، همراه با ماساچوست، نیوهمپشایر، ورمونت، کنتیکت و هاوایی در سال ۲۰۰۸ به سناتور سابق ایالات متحده از ایلینویز رأی دادند. اوباما همچنین در تمام شهرهای رود آیلند به استثنای Scituate و هر دو منطقه کنگره پیروز شد. رالف نادر مستقل یکی از بهترین عملکردهای خود را در سال ۲۰۰۸ در اینجا داشت و بیش از ۱ درصد از آرا را به دست آورد.
رود آیلند با داشتن برخی از بالاترین مالیات‌ها در کشور، به عنوان یک سنگر لیبرال در نظر گرفته می‌شود. علاوه بر این، رود آیلند یکی از پانزده ایالت در آمریکاست که مجازات اعدام را لغو کرده است. رود آیلند مجازات اعدام را خیلی زود، درست پس از میشیگان (اولین ایالتی که آن را لغو کرد) لغو کرد و آخرین اعدام آن در دهه ۱۸۴۰ انجام شده است. در زمان انتخابات ریاست جمهوری ۲۰۰۸، رود آیلند یکی از دو ایالت (به همراه نوادا) بود که در آن فحشا قانونی بود (به شرطی که در داخل خانه انجام می‌شد).
در طول همان انتخابات، جک رید ، سناتور دموکرات وقت، با اختلاف سه به یک، دوباره به جای باب تینگل جمهوری‌خواه انتخاب شد و در تمام شهرهای ایالت از جمله اسکیتویت پیروز شد. رید ۷۳٫۰۷ درصد از آرا را به دست آورد در حالی که تینگل ۲۶٫۴۷ درصد را به دست آورد. در سطح ایالتی، دموکرات‌ها ۹ کرسی در مجلس نمایندگان رود آیلند به دست آوردند تا اکثریت خود را در آن مجلس افزایش دهند.

## نتایج
| انتخابات ریاست‌جمهوری ایالات متحده آمریکا در رود آیلند (۲۰۰۸) | انتخابات ریاست‌جمهوری ایالات متحده آمریکا در رود آیلند (۲۰۰۸) | انتخابات ریاست‌جمهوری ایالات متحده آمریکا در رود آیلند (۲۰۰۸) | انتخابات ریاست‌جمهوری ایالات متحده آمریکا در رود آیلند (۲۰۰۸) | انتخابات ریاست‌جمهوری ایالات متحده آمریکا در رود آیلند (۲۰۰۸) | انتخابات ریاست‌جمهوری ایالات متحده آمریکا در رود آیلند (۲۰۰۸) | انتخابات ریاست‌جمهوری ایالات متحده آمریکا در رود آیلند (۲۰۰۸) |
| حزب                                                          | حزب                                                          | نامزد                                                        | معاون                                                        | رأی‌ها                                                        | درصد                                                         | رأی‌های الکترال                                               |
| ------------------------------------------------------------ | ------------------------------------------------------------ | ------------------------------------------------------------ | ------------------------------------------------------------ | ------------------------------------------------------------ | ------------------------------------------------------------ | ------------------------------------------------------------ |
|                                                              | دموکرات                                                      | باراک اوباما                                                 | جو بایدن                                                     | ۲۹۶٬۵۷۱                                                      | ۶۲٫۸۶٪                                                       | ۴                                                            |
|                                                              | جمهوری‌خواه                                                   | جان مک‌کین                                                    | سارا پیلین                                                   | ۱۶۵٬۳۹۱                                                      | ۳۵٫۰۶٪                                                       | ۰                                                            |
|                                                              | مستقل                                                        | رالف نیدر                                                    | مت گونزالز                                                   | ۴٬۸۲۹                                                        | ۱٫۰۲٪                                                        | ۰                                                            |
|                                                              | نامزد نوشتنی                                                 | نامزد نوشتنی                                                 | نامزد نوشتنی                                                 | ۱٬۵۱۱                                                        | ۰٫۳۲٪                                                        | ۰                                                            |
|                                                              | لیبرترین                                                     | باب بر                                                       | وین الین روت                                                 | ۱٬۳۸۲                                                        | ۰٫۲۹٪                                                        | ۰                                                            |
|                                                              | سبز                                                          | سینتیا مک‌کینی                                                | رزا کلمنته                                                   | ۷۹۷                                                          | ۰٫۱۷٪                                                        | ۰                                                            |
|                                                              | قانون اساسی                                                  | چاک بالدوین                                                  | درل کسل                                                      | ۶۷۵                                                          | ۰٫۱۴٪                                                        | ۰                                                            |
|                                                              | دیگران                                                       | دیگران                                                       | دیگران                                                       | ۶۱۰                                                          | ۰٫۱۳٪                                                        | ۰                                                            |
| مجموع                                                        | مجموع                                                        | مجموع                                                        | مجموع                                                        | ۴۷۱٬۷۶۶                                                      | ۱۰۰٫۰۰٪                                                      | ۴                                                            |
| نرخ مشارکت                                                   | نرخ مشارکت                                                   | نرخ مشارکت                                                   | نرخ مشارکت                                                   | نرخ مشارکت                                                   | نرخ مشارکت                                                   | ۵۸٫۷٪                                                        |

### بر پایه شهرستان
| شهرستان  | باراک اوباما دموکرات | باراک اوباما دموکرات | جان مک‌کین جمهوری‌خواه | جان مک‌کین جمهوری‌خواه | نامزدهای مختلف دیگر احزاب | نامزدهای مختلف دیگر احزاب | اختلاف  | اختلاف | کل آرای مأخوده |
| شهرستان  | #                    | ٪                    | #                    | ٪                    | #                         | ٪                         | #       | ٪      | کل آرای مأخوده |
| -------- | -------------------- | -------------------- | -------------------- | -------------------- | ------------------------- | ------------------------- | ------- | ------ | -------------- |
| بریستول  | ۱۶٬۱۶۲               | ۶۲٫۳۹٪               | ۹٬۲۶۰                | ۳۵٫۷۵٪               | ۴۸۳                       | ۱٫۸۶٪                     | ۶٬۹۰۲   | ۲۶٫۶۴٪ | ۲۵٬۹۰۵         |
| کنت      | ۴۸٬۴۰۶               | ۵۷٫۵۸٪               | ۳۳٬۷۸۰               | ۴۰٫۱۸٪               | ۱٬۸۸۸                     | ۲٫۲۴٪                     | ۱۴٬۶۲۶  | ۱۷٫۴۰٪ | ۸۴٬۰۷۴         |
| نیوپورت  | ۲۵٬۴۷۹               | ۶۰٫۶۷٪               | ۱۵٬۷۱۷               | ۳۷٫۴۲٪               | ۸۰۱                       | ۱٫۹۱٪                     | ۹٬۷۶۲   | ۲۳٫۲۵٪ | ۴۱٬۹۹۷         |
| پراویدنس | ۱۶۷٬۴۴۲              | ۶۶٫۰۲٪               | ۸۱٬۰۱۰               | ۳۱٫۹۴٪               | ۵٬۱۷۸                     | ۲٫۰۴٪                     | ۸۶٬۴۳۲  | ۳۴٫۰۸٪ | ۲۵۳٬۶۳۰        |
| واشینگتن | ۳۹٬۰۸۲               | ۵۹٫۰۷٪               | ۲۵٬۶۲۴               | ۳۸٫۷۳٪               | ۱٬۴۵۴                     | ۲٫۲۰٪                     | ۱۳٬۴۵۸  | ۲۰٫۳۴٪ | ۶۶٬۱۶۰         |
| مجموع    | ۲۹۶٬۵۷۱              | ۶۲٫۸۶٪               | ۱۶۵٬۳۹۱              | ۳۵٫۰۶٪               | ۹٬۸۰۴                     | ۲٫۰۸٪                     | ۱۳۱٬۱۸۰ | ۲۷٫۸۰٪ | ۴۷۱٬۷۶۶        |

### بر پایه حوزه
باراک اوباما در هر دو حوزه انتخابیه کنگره رود آیلند پیروز شد.
| حوزه | مک‌کین  | اوباما | نماینده         |
| ---- | ------ | ------ | --------------- |
| یکم  | ۳۳٫۲۸٪ | ۶۵٫۱۰٪ | پاتریک جی. کندی |
| دوم  | ۳۷٫۰۲٪ | ۶۱٫۲۸٪ | جیمز لانوین     |

## گزینندگان
از نظر فنی، مردم رود آیلند به گزینندگان یا همان نمایندگان کالج الکترال رأی می‌دهند. رود آیلند دارای ۴ گزیننده است زیرا دارای ۲ حوزه کنگره و ۲ سناتور است. همه نامزدهایی که در برگه رای ظاهر می‌شوند، باید فهرستی از ۴ گزیننده را ارائه دهند که متعهد شده‌اند به نامزد خود و معاون او رای می‌دهند. هر کسی که اکثریت آرا را در ایالت به دست آورد، تمامی ۴ رأی الکترال را ازآن خود می‌کند. گزینندگان منتخب آن‌ها سپس در مجمع به رئیس‌جمهور و معاون رئیس‌جمهور رأی می‌دهند. اگرچه رای‌دهندگان به نامزد خود و معاونش متعهد هستند، اما موظف به رأی دادن به آن‌ها نیستند. گزیننده‌ای که به گزینه‌ای غیر از نامزد خود رای می‌دهد به عنوان یک گزیننده بی‌وفا شناخته می‌شود.
گزینندگان هر ایالت و ناحیه کلمبیا در ۱۵ دسامبر ۲۰۰۸ گرد هم آمدند تا رای خود را برای رئیس‌جمهور و معاون رئیس‌جمهور به صندوق بیندازند. خود کالج انتخاباتی هرگز به عنوان یک نهاد تشکیل جلسه نمی‌دهد. در عوض، رای‌دهندگان هر ایالت و ناحیه کلمبیا در پایتخت مربوطه خود گرد هم می‌آیند.
افراد زیر اعضای هیئت الکترال از ایالت رود آیلند بودند. هر ۴ نفر به باراک اوباما و جو بایدن متعهد شده بودند:
1. ماریلن گودوین
2. شارلین لیما
3. جان مک کانل
4. مارک وینر